# Inca Roca
Inca Roca (Quíchua: Inka Roq'a, "Inca magnânimo" , 1330  -- 1380), foi o sexto  Sapa Inca e governador de Cusco.  A primeiro da Dinastia Hanan. Sua esposa foi Mama Michay (filha do curaca dos Huayllacayans)  e seu primogênito foi Yáhuar Huácac. Além dele teve dois filhos Vicaquirau Inca e Apu Mayta que foram grandes guerreiros, e ajudaram a subjugar os Moynas, os Quiquijanas e os Caytomarcas.

## Vida
Roca nasceu em Cusco, era filho de Cápac Yupanqui cujo sucessor (primogênito de sua primeira esposa Mama Cahua) deveria ser Quispe Yupanqui. No entanto, após a morte de Cápac Yupanqui, os familiares que moravam na parte alta da cidade (Hanan) se rebelaram contra os que moravam na parte baixa (Húrin), e mataram Quispe Yupanqui, e deram seu trono a Inca Roca, filho de outra das esposas Cápac Yupanqui, Cusi Chimbo. O próprio Roca poderia estar envolvido no envenenamento de seu pai.
Inca Roca ao assumir o reino mudou o seu palácio da Inticancha (o Templo do Sol de onde os Incas anteriores governaram) para a parte alta da cidade. É a partir de seu reinado que cada novo Inca passou a construir uma nova morada.
Acredita-se que Inca Roca seja o responsável pela canalização do córrego sob a cidade de Cuzco, e pelo termino da drenagem dos pântanos. Ordenou a construção de canais para fornecer água fresca a dois distritos da cidade. Além disso, construiu um reservatório para armazenar água fresca para as casas e para irrigar as colheitas. Isto aumentou o número de campos que poderiam ser cultivos.
Um de seus primeiros esforços foi a reorganização da estrutura política e social Inca. Colocou todas as instituições políticas, militares e sociais sob sua autoridade direta, nomeando varias pessoas de sua própria família para cargos fundamentais no governo (Hanan).
O Templo do Sol passou a ter função exclusiva de local sagrado para adoração. Ou seja, nesta época, se verificou a separação dos elementos civis e religiosos da hierarquia, a separação do sumo-sacerdote do imperador, pois até essa época a mesma pessoa possuía os dois títulos. Somente os sacerdotes ainda pertenciam a linha dos descendentes diretos de Manco Capac (Húrin) 
Em seu governo conquistaram os Chancas (entre outros povos), bem como estabeleceu as Yachay Wasi, escolas para os nobres.  Mas os Chancas continuaram a perturbar seus sucessores.
Os descendentes de Inca Roca formaram o grupo tribal e Ayllu Vica-Quirao (Huaicaquirau). 

| Precedido por Cápac Yupanqui | 6º Cápac Inca Dinastia Hanan Cusco (1350-1380) | Sucedido por Yahuar Huacac |
| Precedido por Cápac Yupanqui | 6º Inca do Curacado de Cusco (1350-1380)       | Sucedido por Yahuar Huacac |